# Јошко Видошевић
Јошко Видошевић (Сплит, 11. јануар 1935 — Сплит, 10. август 1990) био је југословенски и хрватски фудбалер.

## Каријера
Фудбалску каријеру започео је 1949. године у Хајдук Сплиту, а за први тим заиграо је у сезони 1952/53. првенства Југославије. За Хајдук из Сплита одиграо је 143 проволигашке утакмице, постигао 63 погодака и освојио шампионат Југославије у сезонама 1952 и 1954/55. Након одласка из Хајдука, играо је пола сезоне 1963. године за РНК Сплит, а онда у швајцарском Лугану 1964. године, након чега се повукао из фудбала због болести. Након повлачења, радио је у Хајдуку из Сплита као клупски менаџер и био председник клуба од 30. јуна 1985. до 7. новембра 1986. године.
За фудбалску репрезентацију Југославије одиграо је три утакмице. Дебитовао је 29. маја 1955. године у сусрету против селекције Италије у Торину, а последњу утакмицу одиграо је 25. септембра 1955. године против Источне Немачке у Београду. Био је члан репрезентације Југославије на Летњим олимпијским играма у Мелбурну, 1956. године, али није играо.
За фудбалску репрезентацију Хрватске одиграо је једну утакмицу против репрезентације Индонезије, 12. септембра 1956. године, што је уједно била једина међународна утакмица коју је СР Хрватска одиграла у време док је била саставни део СФР Југославије.